# Quatro grandes fomes do período Edo
As quatro grandes fomes do período Edo (江戸四大飢饉, Edo Shi-Daikikin) referem-se às épocas de carestia de longa duração que ocorreram ao longo do período Edo, apresentando diversas causas como severos fenómenos atmosféricos (geadas, enchentes, secas) pragas e erupções vulcânicas que prejudicaram as colheitas, resultando subsequentemente em fome que chegaram a graves circunstâncias, sendo por isso referidas como "grandes fomes".
Estes eventos, nomeados pelas eras japonesas no momento de sua ocorrência, são os seguintes:
1. A grande fome de Kan'ei, que ocorreu entre 1642 e 1643 (anos 19 e 20 da era Kan´ei);
2. A grande fome de Kyoto, ocorrida em 1732 (ano 17 da era Kyōhō);
3. A grande fome de Tenmei, que ocorreu entre 1782 e 1787 (do ano 2 ao 7 da era Tenmei);
4. A grande fome de Tenpō, que ocorreu entre 1833 e 1839 (do ano 4 ao 10 da era Tenpō).

A que afectou de forma mais intensiva e marcante foi a grande fome de Tenmei.